# Cordeirópolis (kommun)
Cordeirópolis är en kommun i Brasilien.   Den ligger i delstaten São Paulo, i den sydöstra delen av landet, 700 km söder om huvudstaden Brasília. Antalet invånare är 21 085.
Följande samhällen finns i Cordeirópolis:
- Cordeirópolis

Omgivningarna runt Cordeirópolis är en mosaik av jordbruksmark och naturlig växtlighet. Runt Cordeirópolis är det tätbefolkat, med 459 invånare per kvadratkilometer.